# Featuring Ty Dolla Sign
Featuring Ty Dolla $ign (reso graficamente Featuring Ty Dolla $ign) è il terzo album in studio del cantante statunitense Ty Dolla Sign pubblicato il 23 ottobre 2020.

## Descrizione
All'album parteciperanno Kid Cudi, Post Malone, Kanye West, Anderson Paak, Thundercat, Quavo, Lil Durk, Nicki Minaj, Big Sean, Roddy Ricch, Mustard, Jhené Aiko, Kehlani, Future, Young Thug, Gunna, Musiq Soulchild, Tish Hyman, 6lack, FKA twigs e Skrillex.

## Antefatti
Il 1º luglio 2020 Ty Dolla Sign pubblica il singolo tendente al genere house Ego Death. Successivamente pubblica Expensive in collaborazione con Nicki Minaj e By Yourself, con Jhené Aiko e Mustard. Il 21 ottobre rilascia l'ultimo singolo apripista, Spicy, con Post Malone. La collaborazione fra i due succede a Psycho.

## Tracce
1. Intro – 0:25
2. Status – 1:45
3. Temptation (feat. Kid Cudi) – 2:33
4. Serpentwithfeet Interluse – 0:55
5. Spicy (feat. Post Malone) – 2:24
6. Track 6 (feat. Kanye West, Anderson Paak e Thunderman) – 2:40
7. Freak (feat. Quavo) – 2:41
8. Double R (feat. Lil Durk) – 2:35
9. Expensive (feat. Nicki Minaj) – 2:16
10. Burna Boy Interlude – 0:46
11. Tyrone 2021 (feat. Big Sean) – 2:38
12. It's Still Free TC – 0:33
13. Real Life (feat. Roddy Ricch e Mustard) – 2:45
14. Nothing Like Your Eyes – 2:39
15. By Yourself (feat. Jhené Aiko e Mustard) – 2:29
16. Universe (feat. Kehlani) – 3:40
17. Lift Me Up (feat. Future e Young Thug) – 3:31
18. Time Will Tell – 2:48
19. Dr. Sebi – 1:09
20. Powder Blue (feat. Gunna) – 2:29
21. Everywhere – 3:00
22. Slow It Down – 3:33
23. Your Turn (feat. Musiq Souldchild, Tish Hyman e 6lack) – 5:19
24. Return – 0:26
25. Ego Death (feat. Kanye West, FKA twigs e Skrillex) – 3:29

Durata totale: 59:28